# Porträtt av Jeanne Samary
Porträtt av Jeanne Samary (franska: La Rêverie. Portrait de Jeanne Samary) är en oljemålning av den franske konstnären Auguste Renoir från 1877. Samma år ställde Renoir ut porträttet på den tredje impressionist-utställningen i Paris där den fick ett negativt mottagande. Den är idag utställd på Pusjkinmuseet i Moskva. Den franska titeln La Rêverie betyder 'dagdrömmen'. 

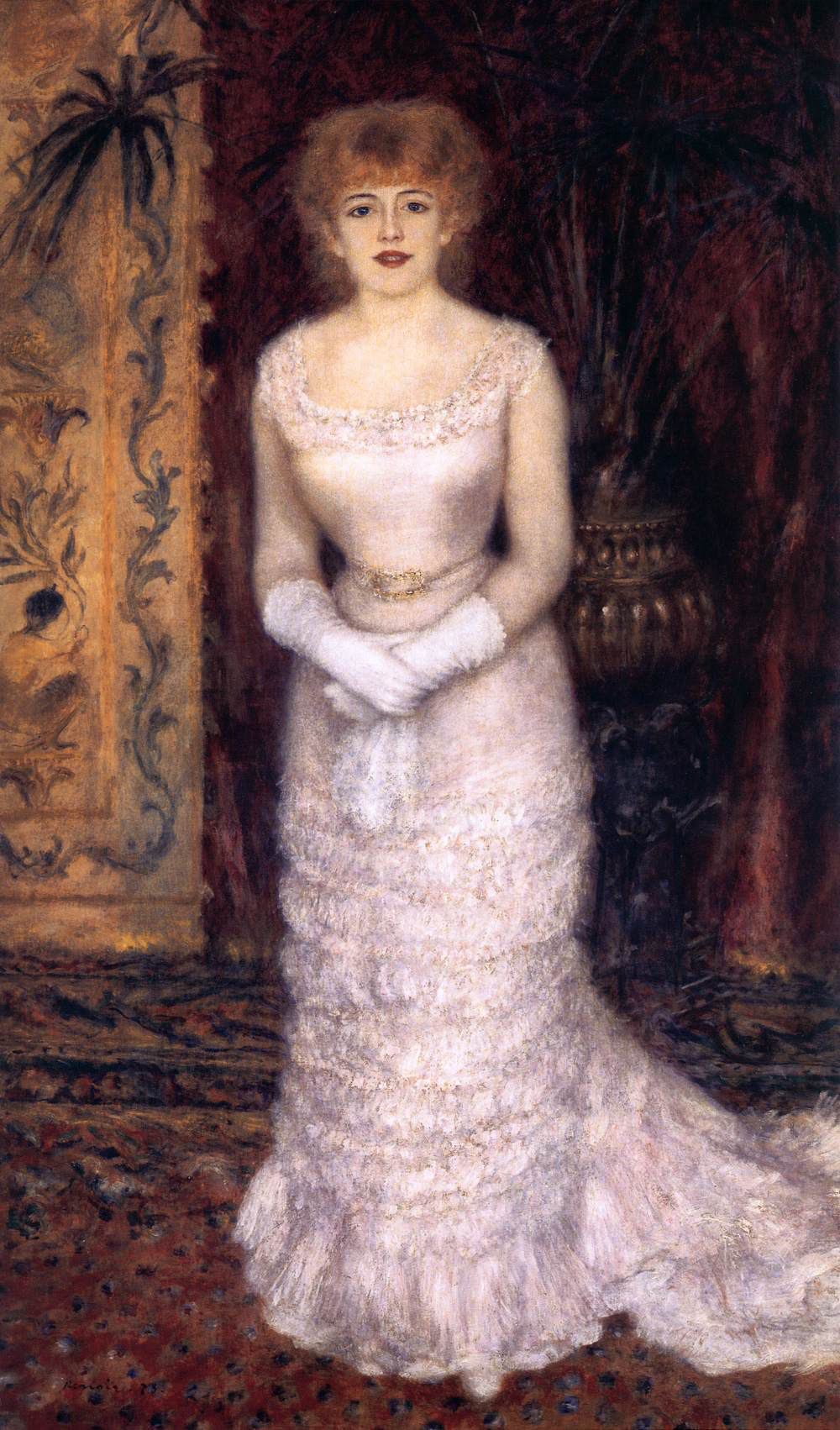
Renoirs porträtt av Jeanne Samary från 1878. Utställd på Eremitaget (174 x 105 cm)

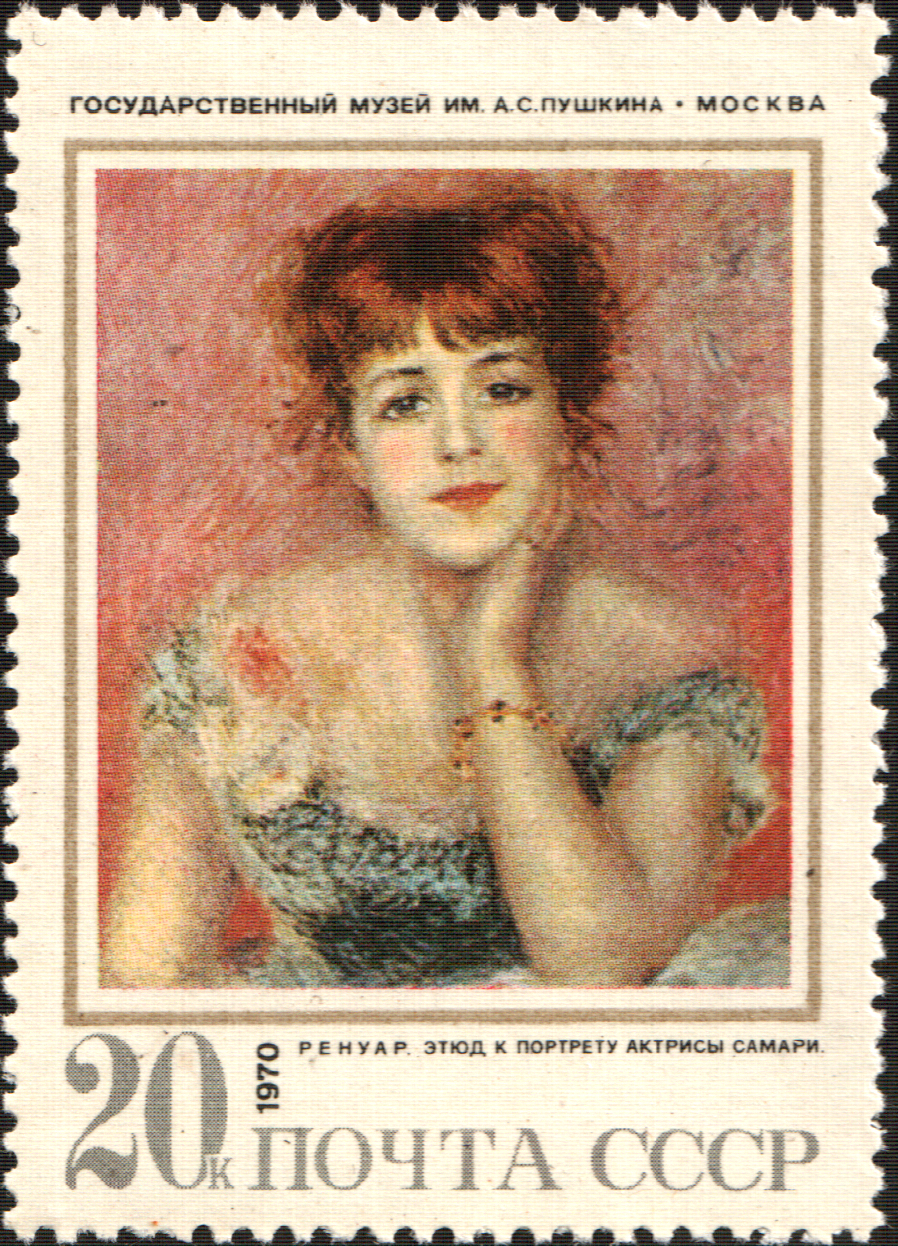
Sovjetiskt frimärke från 1970.

Året därpå målade han ännu ett porträtt av Jeanne Samary, denna gång i helfigur. Detta porträtt var något mindre impressionistiskt och något mer formellt akademiskt i förhållande till 1877 års porträtt. Möjligen var det en anpassning till kritiken mot det tidigare porträttet. Detta kan också ha bidragit till att den 1879 blev antagen till Salongen i Paris. Målningen ingår idag i samlingarna på Eremitaget i Sankt Petersburg. 
Jeanne Samary (1857–1890) var skådespelerska på Comédie Française och är känd från ett tiotal målningar av Renoir. Hon syns till exempel i Roddarnas frukost, Gungan och Bal du moulin de la Galette.
Båda porträtten ingick i Ivan Morozovs samling som Sovjetunionen konfiskerade efter ryska revolutionen. 1877 års porträtt förekommer på ett sovjetiskt frimärke från 1970.